# برج حاجی ملا زینل
برج حاجی ملا زینل مربوط به دوره قاجار است و در شهرستان بافق، بخش بهاباد، دهستان آسفیج، روستای ده عسگر، برج حاجی ملا زینل واقع شده و این اثر در تاریخ ۲۲ آبان ۱۳۸۶ با شمارهٔ ثبت ۱۹۹۹۴ به‌عنوان یکی از آثار ملی ایران به ثبت رسیده است.